# Chris Clarkson (homme politique)
Christopher Mark Clarkson (né le 12 novembre 1982) est un homme politique du Parti conservateur britannique qui est député pour Heywood & Middleton de 2019 à 2024. Avant d'entrer au Parlement, Clarkson est conseiller municipal de Salford pour Worsley.

## Biographie
Clarkson est de Ribble Valley étudie le droit à l'Université de Dundee et travaille pour IRIS Legal et Virgin comme directeur du développement d'entreprise et consultant respectivement. Il est membre de la Countryside Alliance et partisan du Brexit. Il s'identifie comme un conservateur d'une nation ainsi que comme un membre du Tory Reform Group.
Avant d'être élu au Parlement, il est conseiller municipal de Salford entre 2011 et 2019, et s'est présenté sans succès pour le siège de Heywood et Middleton aux élections générales de 2017 et Wallasey aux élections générales de 2015.
Le 10 novembre 2020, Clarkson est nommé secrétaire parlementaire privé du ministère de la Justice.
Clarkson est gay.